# Natkrižovljan
Natkrižovljan – wieś w Chorwacji, w żupanii varażdińskiej, w gminie Cestica. W 2011 roku liczyła 291 mieszkańców.